# Pilica (fiume)
Il Pilica è un fiume della Polonia centrale, affluente di sinistra della Vistola; ha una lunghezza di 319 km (il che ne fa l'ottavo fiume della Polonia) e l'area del bacino raggiunge i 9.273 km² (che si estendono tutti in Polonia).

## Città attraversate
- Szczekociny
- Koniecpol
- Przedbórz
- Sulejów
- Tomaszów Mazowiecki
- Spała
- Inowłódz
- Nowe Miasto nad Pilicą
- Wyśmierzyce
- Białobrzegi
- Warka

## Affluenti di sinistra
- Luciąża
- Wolborka

## Affluenti di destra
- Czarna (Włoszczowska)
- Czarna (Konecka)
- Drzewiczka